# 雷塔盧萊烏
雷塔盧萊烏（西班牙語：Retalhuleu）是危地馬拉的城市，也是雷塔盧萊烏省的首府，建立于1625年10月29日，位於該國西南部，距離首都危地馬拉市186公里。